# Guvernementet Kurland

För hertigdömet, se hertigdömet Kurland.  För historiska landskapet, se Kurland.  För tätorten i Trelleborg, se Kurland, Trelleborgs kommun.  
Guvernementet Kurland (tyska: Kurländisches Gouvernement; ryska: Курляндская губерния; lettiska: Kurzemes guberņa; litauiska: Kuršo gubernija; estniska: Kuramaa kubermang), dessförinnan Hertigdömet Kurland, var ett guvernement i Kejsardömet Ryssland 1795–1918. Större delen av Kurland ingår idag i republiken Lettland, där det utgör det historiska landskapet Kurzeme.

## Historia
Den kurländska lantdagen, som författningsenligt utgjordes endast av adeln, beslöt att lägga Hertigdömet Kurland under Rysslands spira och förmådde 28 mars 1795 hertigen att mot en pension för sig och sina döttrar avsäga sig regeringen. Kurland blev sålunda en rysk provins.
Kejsarinnan Katarina II lovade, att ständerna skulle få behålla tyska språket och sin gamla författning. Den senare gällde i huvudsak ännu i början på 1900-talet, även regeringens russifierande böjelser även i Kurland framträdde i flera avseenden. Bondeståndets ställning förbättrades genom livegenskapens upphävande 1817. Den ryska lagboken (Svod zakonov) infördes 1835.
En kejserlig ukas påbjöd 1850 ryska språkets användning i alla officiella skrivelser, men genomfördes strängt först 1867. Under det revolutionära tillståndet i Ryssland
efter kriget med Japan härskade jäsning även i Kurland, och en grupp letter och litauer avsatte i december 1905 myndigheterna i Windau och arbetade för upprättandet av en lettisk republik, men rörelsen kvävdes och dess upphovsmän dömdes i oktober 1906 till fängelse eller tvångsarbete.
Efter ryska revolutionen 1917 upplöstes guvernementet och uppgick i den självständiga republiken Lettland.

## Geografi
Kurland var den sydligaste av de ryska östersjöprovinserna och bestod av det egentliga Kurland (hertigdömet Kurland), den västra delen av Kurland, hertigdömet Semgallen, den östligaste delen, omfattande kretsarna Mitau och Selburg, biskopsstiftet Pilten (i kretsen Goldingen) och området Polangen (sydvästligaste delen vid Östersjön) samt gränsar i norr till Livland och Rigaviken, i öster till guvernementet Vitebsk, i söder till guvernementet Vilna, guvernementet Kovno och Ostpreussen och i väster till Östersjön.

## Befolkning
Kurlands befolkning, som 1897 uppgick till 672 534 invånare, bestod huvudsakligen (74 procent) av letter, vilka bildade bondeståndet; adeln och en stor del av stadsbefolkningen var till härstamning tyskar; endast 1,7 procent var ryssar och 1 procent polacker och litauer. Med avseende på bekännelsen var (1897) 76 procent protestanter, 16 procent rysk-ortodoxa och romerska katoliker, 8 procent judar. Lutherska kyrkan hade ett provinskonsistorium i Mitau.

## Förvaltning
I militäriskt hänseende tillhörde Kurland militärdistriktet Vilna. Guvernementet indelades i tio kretsar: Goldingen, Hasenpoth, Mitau, Tuckum, Bauske, Friedrichsstadt, Grobin, Illuxt, Talsen och Windau.
Kurland hade liksom de övriga östersjöprovinserna kvar sin juridiska organisation, sina lantdagar och kretsständer.

## Näringsliv
Jordbruket var jämte boskapsskötsel huvudnäring och skötes på ett mera rationellt sätt än i de angränsande guvernementen. Råg, havre, vete, korn, foderväxter, lin och hampa odlas mest.
Industrin var med undantag av brännvinsbränning inte betydlig, inte heller handeln. Utförseln bestod mest av brännvin, spannmål, lin, hudar och trävaror, införseln av manufaktur- och kolonialvaror.
Järnvägslinjen Sankt Petersburg-Warszawa genomskar sydöstra hörnet av Kurland. En bana gick från Riga till Windau och en från Riga över Mitau genom södra Kurland till Libau. 

## Språk
I guvernementet talades ett flertal olika språk, och enligt folkräkningen 1897 talade en majoritet av invånarna lettiska, följt av tyska och jiddisch.
| Språk       | Antal   | Andel (%) | Män     | Kvinnor |
| ----------- | ------- | --------- | ------- | ------- |
| Lettiska    | 507 511 | 75,29     | 240 672 | 266 839 |
| Tyska       | 51 017  | 7,56      | 23 372  | 27 645  |
| Jiddisch    | 37 689  | 5,59      | 18 137  | 19 552  |
| Ryska       | 25 630  | 3,8       | 16 319  | 9 311   |
| Polska      | 19 688  | 2,92      | 9 985   | 9 703   |
| Litauiska   | 16 531  | 2,45      | 8 833   | 7 698   |
| Belarusiska | 12 283  | 1,82      | 6 356   | 5 927   |
| Romani      | 1 202   | 0,17      | 581     | 621     |
| Övriga      | 2 478   | 0.36      | 1 993   | 485     |

## Källa
Den här artikeln är helt eller delvis baserad på material från Nordisk familjebok, Kurland, 1904–1926.
1. ↑   Ymer. "40". Svenska Sällskapet för Antropologi och Geografi. 1921. https://books.google.se/books?id=4A2gAAAAMAAJ&q=Guvernementet+kurland&dq=Guvernementet+kurland&hl=sv&sa=X&ved=2ahUKEwi93s2ClKP5AhWFQfEDHWPlB8UQ6AF6BAgFEAI